# Pausa (musica)
Nella notazione musicale, la pausa rappresenta il silenzio. Le pause sono espresse da simboli diversi, distinti per valore (durata).

## Storia
La scrittura musicale in occidente è il risultato di una lunga evoluzione storica che si può far risalire alle prime forme di indicazione adoperate dai monaci, per "fissare su carta" le varie intenzioni melodiche che doveva assumere un testo da cantare (si veda la voce canto gregoriano).
Fino al XIV secolo la scrittura fu sostanzialmente di tipo. Con l'Ars nova furono introdotti i primi essenziali valori musicali che qualsiasi compositore poteva adoperare. Vi si parla, però, solo di valori intesi come durate del suono, non si parla ancora di pause.
Infine, la scrittura musicale utilizzata ancora oggi si consolidò, dopo una lunga evoluzione, nel XVI secolo (vedi notazione musicale).

## Tabella comparativa
Ecco, di seguito, una tabella comprendente i valori di durata di suoni e pause, i nomi e le rispettive durate:

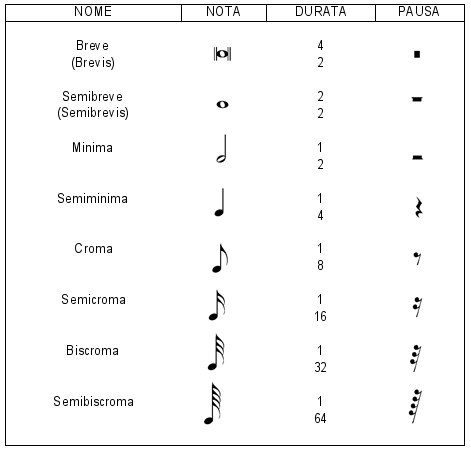
Tabella delle pause